# Theobroma sylvestris
Theobroma sylvestris är en malvaväxtart som först beskrevs av Jean Baptiste Christophe Fusée Aublet, och fick sitt nu gällande namn av George Don. Theobroma sylvestris ingår i släktet Theobroma och familjen malvaväxter. Inga underarter finns listade i Catalogue of Life.